# عباديا لاريانا
عباديا لاريانا (ليتشيز: البادية) هي كومونا في مقاطعة ليكو في إيطاليا تحديداً منطقة لومباردي، وتقع على بعد حوالي 50 كيلومترًا (31 ميلًا) شمال شرق ميلانو وحوالي 8 كيلومترات (5 ميل) شمال غرب ليكو، و يبلغ عدد سكان القرية حوالي 3280 نسمة، ويأتي اسمها من دير (عبازية باللغة الإيطالية) تأسست في القرن التاسع وتم تدميرها لاحقًا.

## تاريخها
الحفريات الأثرية تؤرخ أول مستوطنة إلى العصر الروماني لراهبان ال البينديكتين تأسست دير في 770 - 775 من قبل لومبارديك ملك ديزيديريوس وتم اعطاء المدينة هذا الاسم خلال القرنين السابع عشر والتاسع عشر، وكانت صناعة الحرير متطورة فيها، من عام 1817 بقيادة عائلة بيترو مونتي، وبعد ذلك بقيادة سيما.

## معالمها التاريخية والثقافية
- كنيسة سان لورينزو، الصورة الشهيرة مادونا ديلا سينتورا كون سانتي أغوستينو، مونيكا إي دومينيكو
- شلال جنجن
- سيفيكو متحف سيتيفيسيو مونتي - مدينة متحف الحرير في مصنع الحرير السابق للعائلة مونتي

## روابط خارجية
- الموقع الرسمي